# Augustin Ságner
Augustin Ságner (13. prosinec 1891 Kostelec nad Orlicí – 26. května 1946 Praha) byl český akademický malíř a pedagog.

## Život
Narodil se v Kostelci nad Orlicí v rodině koželuha Augustina Ságnera. V letech 1913-1922 studoval na Akademii výtvarných umění v Praze. Zprvu se školil v letech 1913-1915 u prof. J.Preislera. V roce 1915 studium přerušil, jelikož byl povolán do 1. světové války. Ke studiu se vrátil až v roce 1918, pokračoval na pražské Malířské akademii u prof. M. Pirnera, V. Nechleby a studium ukončil v roce 1922 u prof. F. Thieleho. Podnikl studijní cesty po Francii, Itálii, Německu a Balkáně. Po absolvování studia na pražské Malířské akademii ještě absolvoval pedagogické studium, aby mohl působit jako profesor kreslení. Následně vyučoval kreslení na středních školách v Praze, Mladé Boleslavi a Duchcově. Pedagogickou činnost ukončil v roce 1943. Během svého učitelování vždy rád zajížděl do rodného města, kde čerpal řadu námětů pro svou tvorbu. Augustin Ságner byl členem Skupiny Kvart s níž v roce 1935 v Praze vystavoval. Během svého života měl dvě autorské výstavy a několikrát se zúčastnil spolkových výstav jako host.

## Galerie

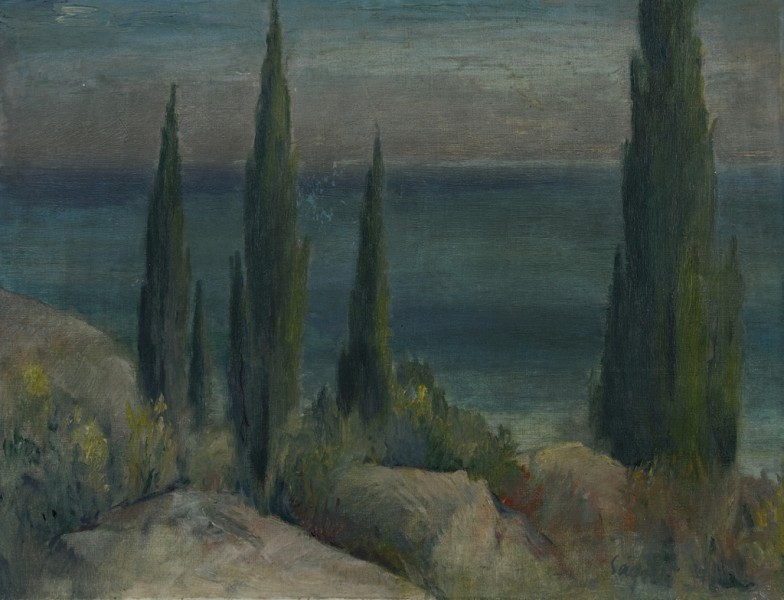
Klidné moře
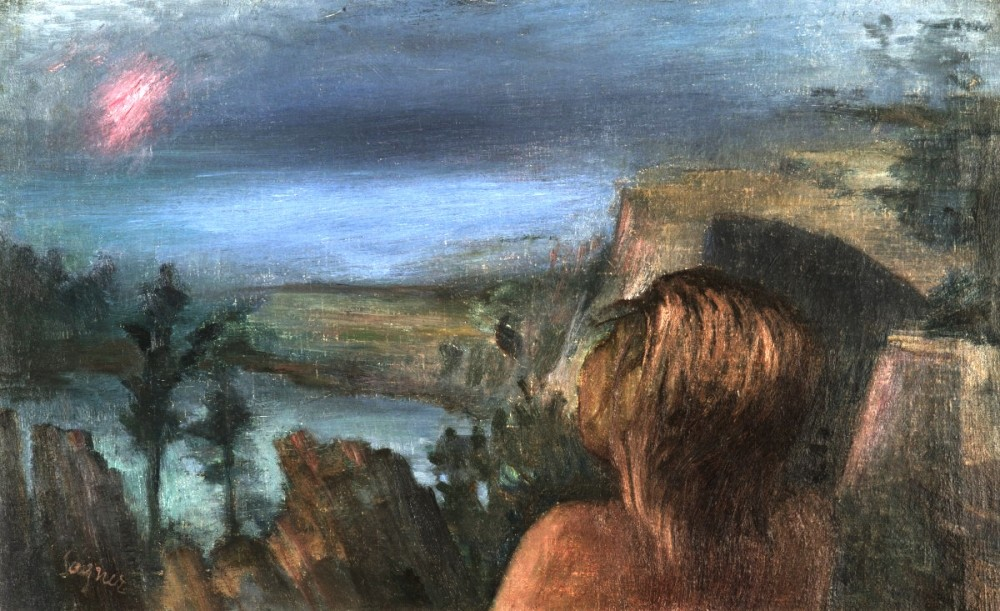
Padající hvězda (1936)
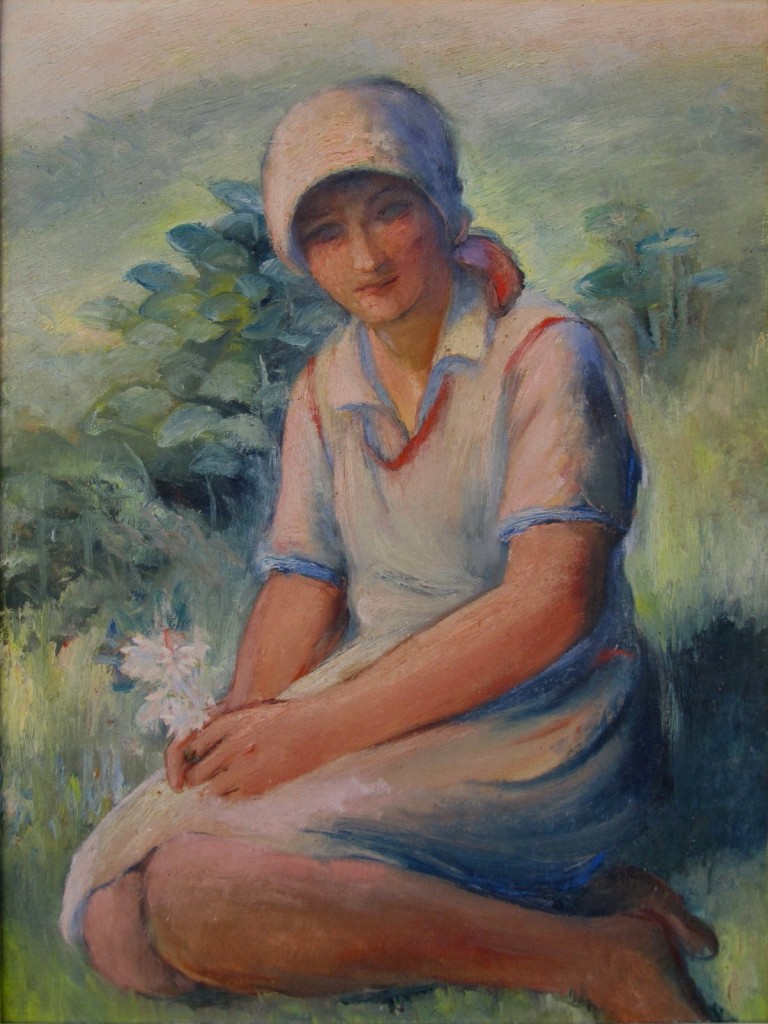
Sedící dívka (1930)
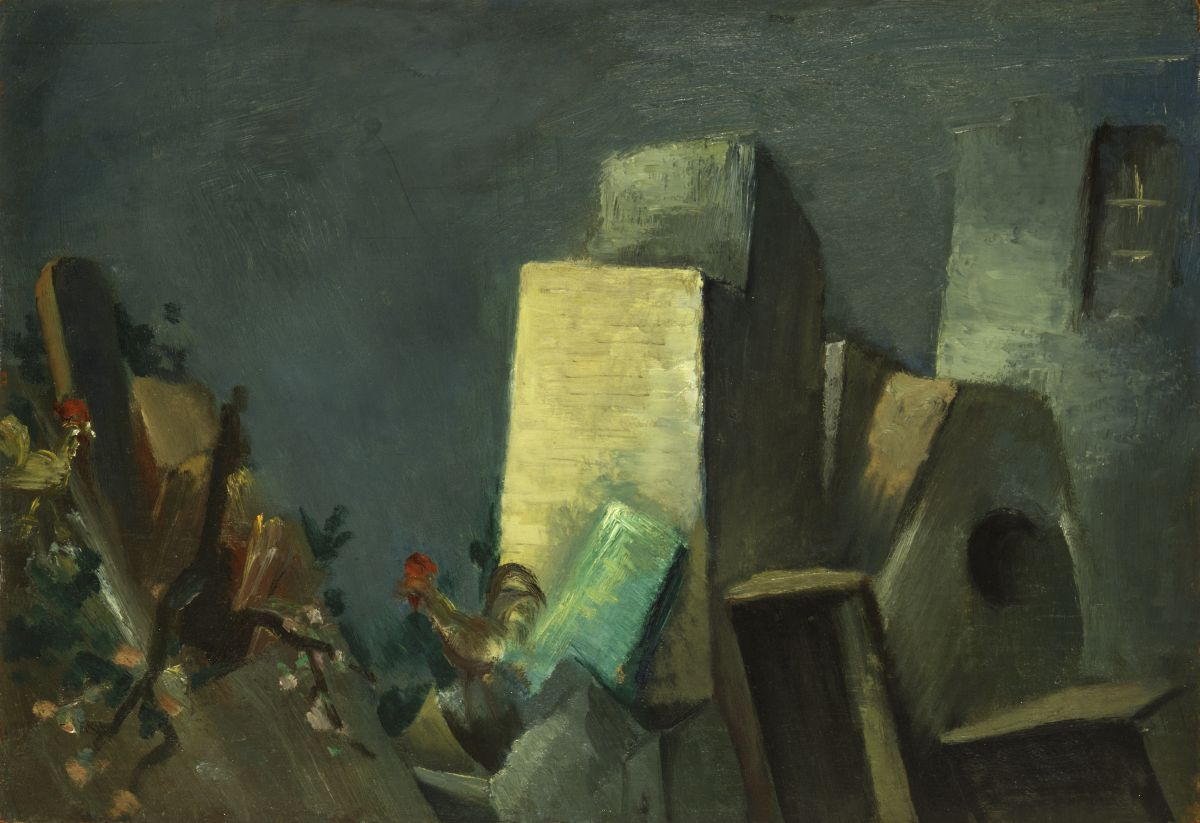
Jitro (kol. 1940)
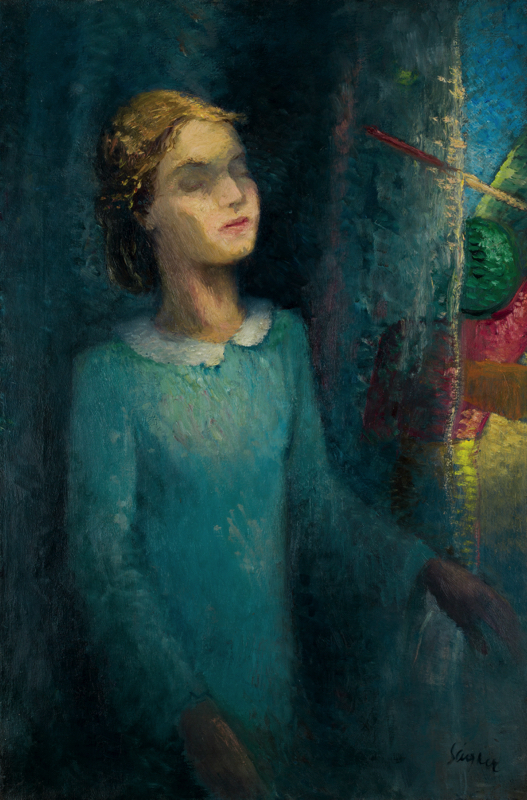
Slepá
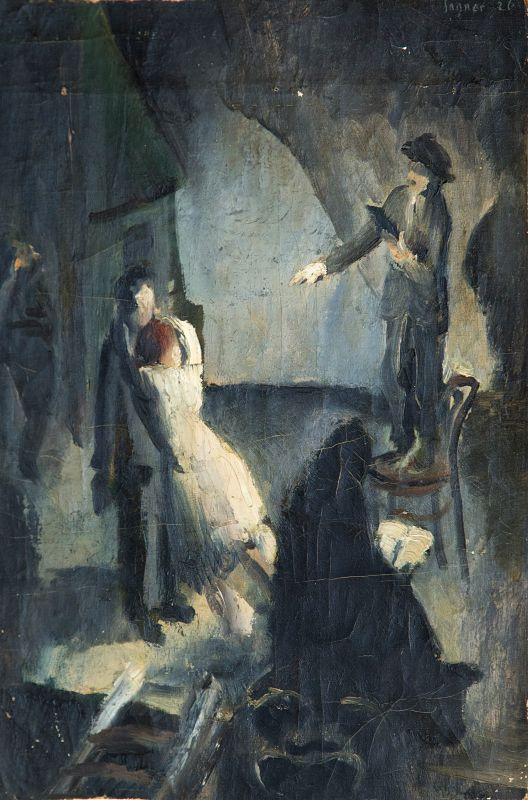
Divadelní zkouška (1926)
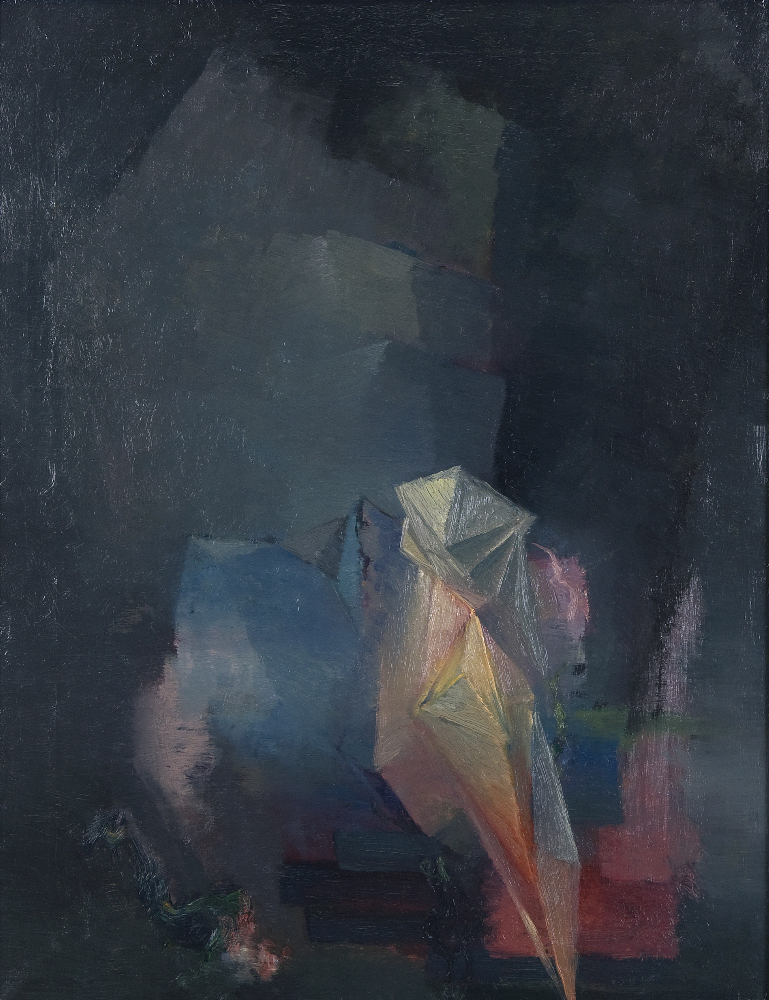
Krystaly (1941)